# Rynek w Legnicy
Rynek w Legnicy – jest w kształcie prostokąta, położony w centrum Starego Miasta, podzielony na Duży i Mały Rynek.
Do rynku prowadzą ulice: Złotoryjska, Chojnowska, Najświętszej Marii Panny, Rycerska, św. Jana, Piekarska, Środkowa i Plac Katedralny.

## Opis

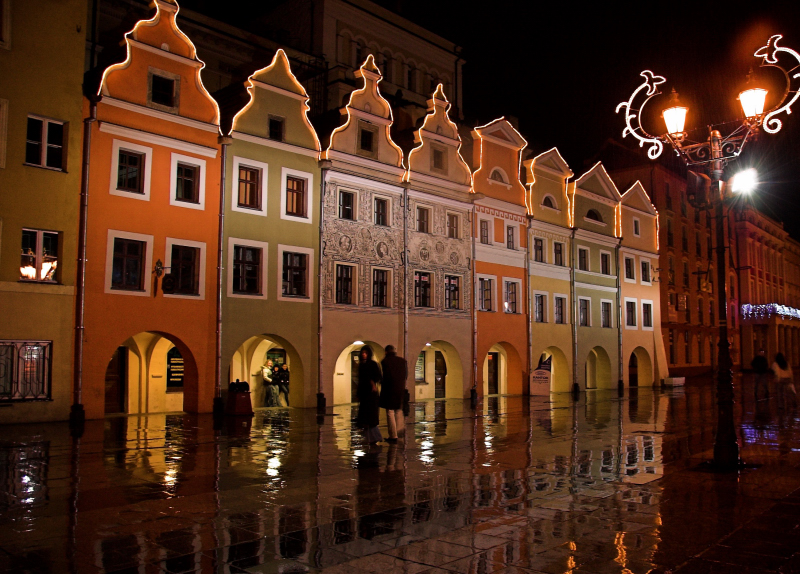
Kamienice Śledziowe na rynku w Legnicy

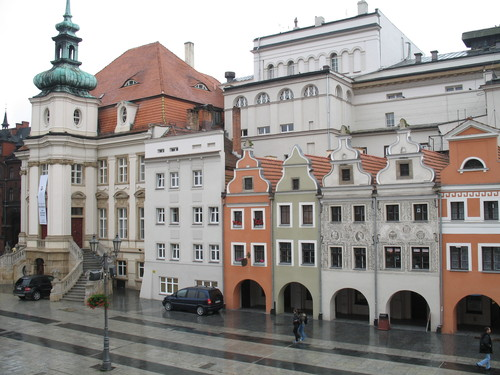
Stary Ratusz

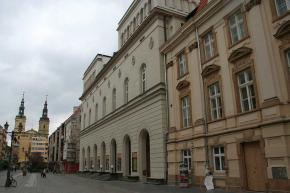
Teatr im. H. Modrzejewskiej na legnickim rynku

Rynek w Legnicy podczas wojny został mocno zniszczony, więc tylko połowa obiektów zachowała się z tamtych czasów. Centrum rynku zostało niemalże nietknięte, zachowały się wszystkie obiekty zabytkowe. Pośrodku rynku stoi zabytkowy budynek Teatru im. Heleny Modrzejewskiej, który pochodzi z 1840 roku. Po stronie Dużego rynku zachowały się Kamienice Śledziowe (zespół 8 kamieniczek, zbudowanych w stylu renesansowym, którym została nadana dekoracja sgraffitowa), pochodzące z okolic roku 1570. Innym obiektem zabytkowym jest Dom Pod Przepiórczym Koszem z dekoracją sgraffitową pochodzącą z XVI wieku. Po obu stronach rynku, równolegle do siebie są dwie fontanny „Neptuna” i „Syreny”. Barokowa fontanna „Neptuna” z 1731 powstała w miejscu dawnej studni miejskiej z 1588.
Kolejnym zabytkiem jest barokowy Stary Ratusz z 1740 roku. W obrębie rynku zachowało się jeszcze kilka kamienic, pozostałą zabudowę (po obrzeżnej stronie rynku, prócz strony wschodniej stanowią bloki 5- i 6-kondygnacyjne z lat 60. i 70. XX wieku.
Do rynku prowadzą dwa deptaki, największy to ulica Najświętszej Marii Panny i ulica Złotoryjska. Do rynku przylega Plac Powstańców Wielkopolskich gdzie znajduje się pomnik Jana Pawła II i nowo wybudowana fontanna. Po wschodniej stronie rynku stoi jeden z ważniejszych zabytków miasta Katedra pw. św. św. Apostołów Piotra i Pawła oraz Galeria Sztuki.
Wokół rynku znajdują się ważniejsze obiekty, takie jak:
- Akademia Rycerska,
- Muzeum Miedzi,
- Dom handlowy „Savia”,
- Urząd Skarbowy,
- Katedra,
- rzeźba Julka,
- mozaika kopernikańska.

## Remont rynku
W 2008 roku rozpoczął się największy po wojnie remont rynku, placu Powstańców Wielkopolskich i ulic przyległych, m.in. zostanie wymieniona nawierzchnia rynku, tereny zielone oraz powstanie nowa fontanna.